# Bodhgaya
Bodhgaya, ook wel gespeld als Buddh Gaya of Bodh Gaya, is een plaats in de Indiase staat Bihar. De plaats is gelegen in het district Gaya en heeft 30.885 inwoners (2001). Bodhgaya ligt op 96 kilometer van de stad Patna en vlak bij de stad Gaya. Het staat bekend als de belangrijkste van de vier voornaamste plaatsen van pelgrimage in het boeddhisme.
In Bodhgaya staat de Mahabodi tempel, met de diamanten troon (Skr.: vajrasana) en de Bodhi-boom. Van deze boom wordt gezegd dat de historische Boeddha (Sakyamuni, Gotama, of Gautama) hieronder Ontwaakte, resp. Verlichting bereikte. Sinds 2002 staat het Mahabodhi-complex op de Werelderfgoedlijst van de UNESCO. 

## Geschiedenis
Volgens de boeddhistische traditie bereikte de historische Boeddha Verlichting onder genoemde boom, zittend op 8 handjes zacht kusa-gras, hem overhandigd door Sotthiya de grassnijder. Hij zou gezeten hebben op de plaats waar nu de 'diamanten troon' staat, direct achter de veel later gebouwde tempel, oorspronkelijk met het gezicht naar de rivier aan de andere kant waarvan de boerin Sujata hem een flinke kom voedsel had verschaft waar hij een paar weken mee toe kon. Na drie dagen en nachten van continue meditatie, behaalde hij waar hij naar op zoek was. Vervolgens bleef hij nog 7 weken in Bodhgaya, die hij doorbracht in meditatie, telkens op een andere plaats die later zijn geoormerkt als te bezichtigen plaatsen van speciaal belang.

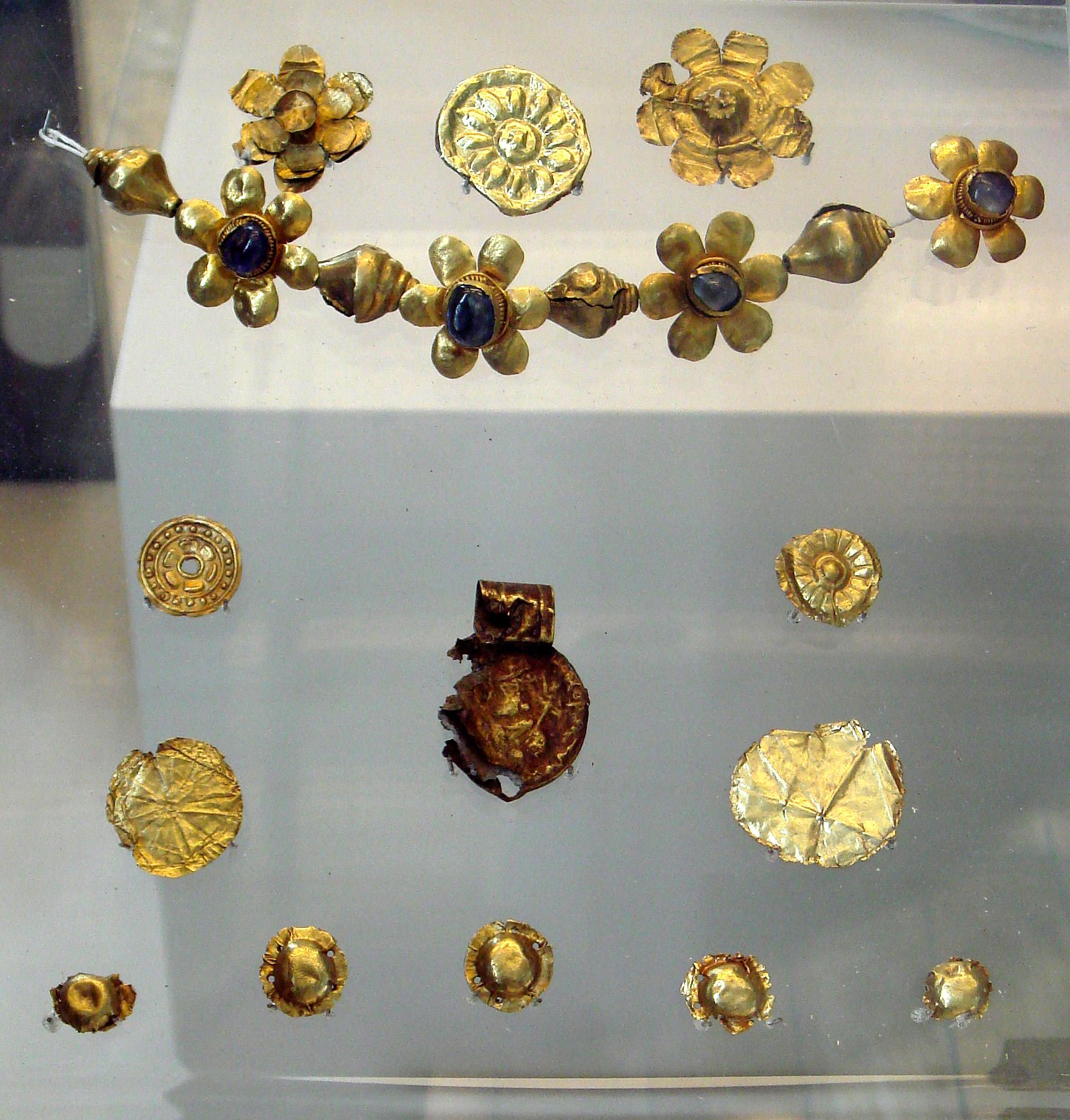
Offergaven gevonden in Bodh Gaya onder de "Vajrasana", met een versierde munt van de Kushan keizer Huvishka, 3e eeuw

Tweehonderdvijftig jaar na het (Pali:) Parinibbana (verlicht overlijden; Hybr. Skr. parinirvana) van  Boeddha (6de-5de eeuw vC) bezocht Koning Asoka Bodhgaya, en men gaat ervan uit dat hij de opdracht heeft gegeven de Mahabodhi-tempel te bouwen. Sommige historici nemen aan dat de tempel gebouwd of hersteld is tijdens de dynastie van de Kushan. Nadat het boeddhisme circa 13e eeuw nC bijna geheel uit India verdwenen was als gevolg van de invasie vanuit Afghanistan en Oost-Turkestan, waar het Shia van het huidige Iran al ingang had gevonden, werd de tempel door de boeddhisten verlaten. Hoewel het een plaats van cultiveren is gebleven door een stroming van het hindoeisme, in een aan de tempel aangebouwd verblijf, raakte de tempel als zodanig in verval en overgroeid. Het zijn de heer Mitra en de britse officier-archeoloog Cunningham geweest die de tempel in de 19de eeuw herontdekten en weer lieten herbouwen.
In de 18e eeuw hervestigde zich een hindoeïstische asceet  opnieuw in de genoemde aanbouw. Evenals andere religieuze gebouwen uit de indigene cultuur van India zijn boeddhistische en hindoeistische religieuze gebouwen eigendom van de staat. De hindu-asceet ter plaatse heeft (begin 21ste eeuw) nog steeds zitting in het 8-koppige tempelbestuur dat voorgezeten wordt door een  regionale bestuurder waarbij de verdeling 4 hindoes, 4 boeddhisten is.
In de 18de eeuw zond de koning van Myanmar  verschillende restaurateurs teneinde de tempel te herstellen. Als resultaat was de birmese tempel de eerste van de door het buitenland op het complex opgerichte gebouwen.
Na de doorkomst van de Birmezen werd in 1883 de Mahabodhi-tempel verder uitgegraven en volledig hersteld onder leiding van genoemde Alexander Cunningham en de heer Mitra, de laatste afgevaardigd door de archeologische dienst van India.

## UNESCO en het masterplan
Persbureau IANS maakte op 16 januari 2008 bekend dat honderden mensen in Bodhgaya, de plaats waar Boeddha Ontwaakte, in protest de straat op gegaan waren. In een stille tocht protesteerden handelaren en zakenlieden tegen een in september 2007 aangenomen Masterplan volgens welk plan de ruimtelijke ordenings-problematiek in Bodhgaya aangepakt zou gaan worden.
De tempel van Bodhgaya kwam in juni 2002 op de Culturele Erfgoederenlijst van de UNESCO. Daar tegenover stond financiële en andere ondersteuning bij het restaureren van de Mahabodhi-tempel en de onmiddellijke omgeving, verschaft door de nationale overheid.Zoals elders stelde Unesco eisen met betrekking tot onderhoud, zichtbaarheid en bereikbaarheid.Het opnemen in de UNESCO-lijst was reden voor grote vreugde onder de permanente gemeenschap op en rond het tempelterrein, en de restauratie van de tempel werd op 13 februari 2002 ter hand genomen.
In 2005 haalde de UNESCO Bodhgaya weer van de lijst omdat er naar hun mening te weinig niets gedaan werd met de richtlijnen die de UNESCO had opgesteld. De Bodhgaya tempel-gemeenschap, gesteund door boeddhisten wereldwijd protesteerde heftig tegen dit besluit, en de UNESCO draaide haar besluit terug. De restauratie aan de tempel was in januari 2008 nog steeds onderhanden, maar werd in de jaren daarna afgerond en geperfectioneerd.
Onder dreiging van een tweede "delisting" van de UNESCO-lijst kwam in augustus 2006 de CEPT, een organisatie opgericht door de deelregering van Bihar, voor het eerst bijeen in Delhi om daar samen met de "Housing and Urban Development Corporation (HUDCO)" de eerste schetsen te maken voor een stadsontwikkelingsplan voor het dorp Bodh Gaya, en een Masterplan voor het Bodhgaya-tempelcomplex buiten het dorp zelf. Dit "City Development Plan for Bodhgaya" werd op 30 september 2007 aangenomen.

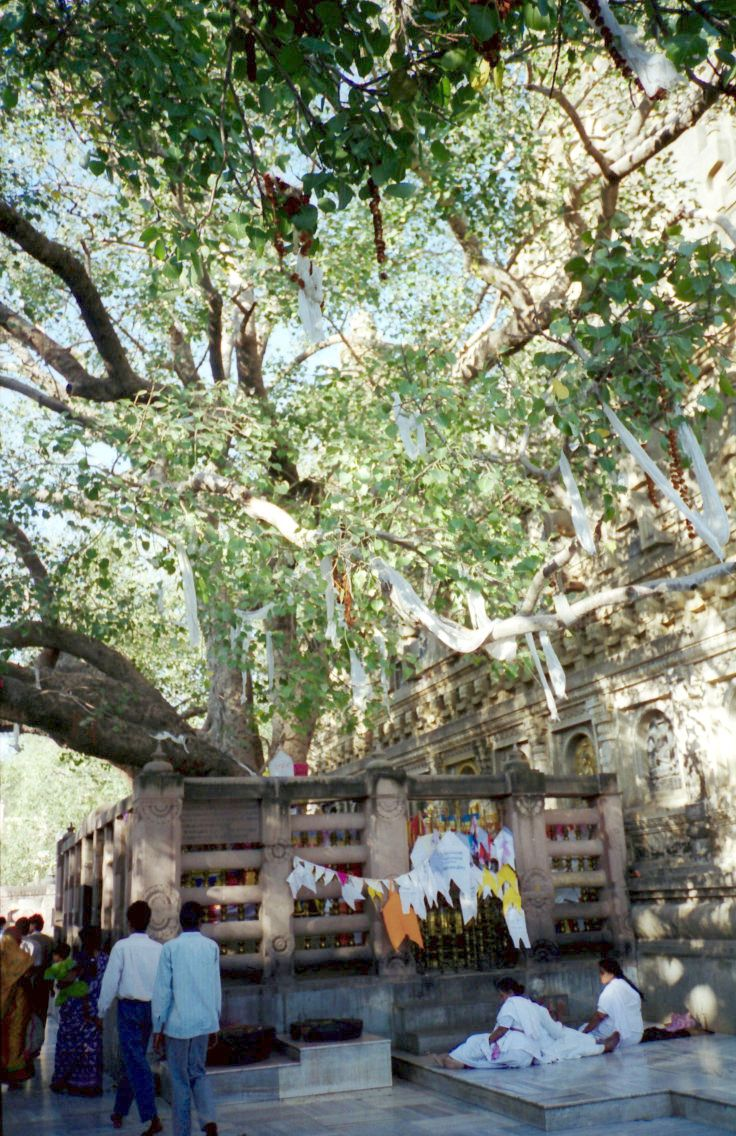
De bodhiboom in Bodhgaya

Het Masterplan, het plan dat ging over het tempelterrein en de onmiddellijke omgeving, stelde voor het huidige areaal van 1700 acres vrij uitzicht op de tempel uit te breiden naar 3307 acres. Dat betekende dat alle commerciële activiteit die binnen die straal ondernomen werd moest verhuizen. Eind 2007 stelde de lokale overheid al een markthal voor kraamhouders beschikbaar bij een van de grote hindoe-tempels in Bodhgaya. Eind december 2007/begin januari 2008 werd een begin gemaakt met het verwijderen van marktkramen op het tempelterrein, kramen die inmiddels waren doorgedrongen tot op de binnenste ring. Deze gebeurtenis ging gepaard met een protestoptocht. Het was niet de eerste keer dat kraamhouders van het tempelterrein verwijderd werden.
Inmiddels, begin 2021, bevinden zich op het tempelterrein geen kramen en stalletjes meer, en zijn ze ook verwijderd rond de toegangspoort.

## Boeddhistische tempels
In Bodhgaya zijn vele boeddhistische tempels te vinden van diverse boeddhistische stromingen.

## Pelgrimage
Boeddhistische pelgrims van over de hele wereld reizen naar de plaats omdat Bodhgaya het belangrijkste bedevaartsoord voor boeddhisten is. Vooral in de maand januari is het er druk; in deze maand gaan veel Tibetaanse boeddhisten op pelgrimage naar Bodhgaya. 
Ook in het hindoeïsme is Boeddha een heilige, en ook veel hindoes komen daarom naar Bodhgaya voor pelgrimage.